# Antonio Sancho de Benevent
Fra Antonio Sancho de Benevent (Benevent, Regne de Nàpols - Alfauir, Regne de València, segle XVI) va ser un artista orfebre renaixentista i monjo del Monestir de Sant Jeroni de Cotalba, a la Safor.

## Biografia i obra
L'origen d'Antonio Sancho és desconegut. Segons la Historia general de nuestro Real Monasterio de San Jerónimo de Gandía, escrita pel Pare Francisco del Castillo en 1757, era originari de Benevent, a Itàlia.
El 15 d'agost de 1544 ingressa com a monjo en el Monestir de Sant Jeroni de Cotalba professant els seus vots de pobresa, castedat i obediència, alhora que llegava al monestir els seus béns, que consistien en la seua caixa de ferramentes, juntament amb la petició que, quan morira, el monestir celebrara misses per la seua ànima pel mateix valor que tingueren les ferramentes del seu calaix d'argenteria. El 13 d'octubre de 1544 va fer testament dels seus béns davant el notari Diego López.
La seua obra més destacada va ser la custòdia del Monestir de Sant Jeroni de Cotalba acabada l'any 1548, considerada una de les millors de l'Estat Espanyol. Va tardar set anys a acabar-la i aconseguí un metre d'altura. La seua qualitat i tècnica va resultar comparable a la de les custòdies de la Catedral de Toledo o la Catedral de Santiago de Compostel·la, de manera que és un dels millors exemples d'orfebreria del Renaixement hispànic.
La custòdia estava signada amb una llegenda en llatí: Antonius Sancho beneventanus hujus Monasterii sancti Hieronymi gandiensis monachus ibidem em inchoavit et perfecit anno 1548 (Antonio Sancho de Benevent, monjo d'aquest Monestir gandienc de Sant Jerònim, em va començar i en ell va concloure l'any 1548).
Després de la Desamortització, la custòdia va passar a la Col·legiata de Santa María de Gandia. Va ser exposada en l'Exposició Internacional de Barcelona el 1929. Durant la guerra civil espanyola va desaparèixer.
Fra Antonio Sancho de Benevent va realitzar altres obres com reliquiaris, orfebreria i imatges de la Mare de Déu i Sant Jerònim, de les quals no se'n conserva cap.